# Szászi István
Dr. Szászi István (Mátészalka, 1974. május 5. -) a Bosch csoport vezetője Magyarországon és az Adria régióban, a Közép- és Kelet-Európai Mérnöki Klaszter (Middle and Eastern European Engineering Cluster) vezetője, a Robert Bosch Kft. ügyvezető igazgatója. Tudományos pályafutását követően 20 éve az iparban tevékenykedik, célja, az egyetemi, akadémiai szféra, az ipari és egyéb szereplők összekapcsolásával egy olyan innovációs ökoszisztéma létrehozása, amelyben a résztvevők közösen formálhatják a jövőt, jelentősen hozzájárulva a közjóhoz. Munkáját 2023 decemberében Gábor Dénes-díjjal ismerték el. További elismerései: Év menedzsere 2021-ben (Kék Innovációs Különdíj), Mátészalka díszpolgára.

## Tanulmányok
Dr. Szászi István 1974-ben Mátészalkán született, itt volt általános- és középiskolás, majd felsőfokú tanulmányait a Budapesti Műszaki és Gazdaságtudományi Egyetemen folytatta. 1997-ben járműmérnöki diplomát, majd 2004-ben a hibatűrő járműdinamikai rendszerek irányításának területén PhD fokozatot, ezt követően pedig 2005-ben pénzügyi és gazdasági, valamint minőség és termelésmenedzsment szakirányokon MBA diplomát szerzett.

## Életpálya
Karrierjét a tudományos világban kezdte: a Budapesti Műszaki és Gazdaságtudományi Egyetem elvégzése után 1997-2000-ig doktoranduszként tevékenykedett az egyetemen, majd két évig az egyetem tanársegédje, ezt követően 2004-ig az intézmény adjunktusa volt. Kutatói munkája során 44 tudományos cikket publikált, az utolsót – az ipari szférába váltás előtt – 2004-ben. Sikeres akadémiai munkájának azóta is tartós, pozitív hatását jól mutatja, hogy tudományos cikkeire (ld. „Tudományos publikációk” c. fejezet alatt) azóta is hivatkoznak, az akkori kutatásai témái a mai napig aktuálisak.
Tudományos karrierjét 2004-ben az üzleti szektorban folytatta a magyarországi Bosch csoport projektmérnökeként. Vezetői pályafutása a németországi Reutlingenben indult, ahol csoportvezetőként dolgozott, majd a járműirányítási rendszerekkel foglalkozó fejlesztési osztály vezetője lett a Budapesti Fejlesztési Központban. Ezt újabb németországi kiküldetés követte, majd 2018-ban átvette a budapesti telephely autóipari elektronika fejlesztési divízió irányítását. 2019-től a Budapesti Fejlesztési Központ vezetője, 2021. július 1. óta pedig a magyarországi Bosch csoport és az Adria régió vezetője.
Több mint 23 000 munkavállalóért felel a régióban, köztük többezer fejlesztőmérnök munkáját irányítja Magyarországon, Romániában és Bulgáriában. Számos felkérést kap, vezetőknek szóló mentorprogramokban vállal szerepet, a Magyar Mérnökakadémia tagja, a Budapesti Műszaki és Gazdaságtudományi Egyetemen címzetes egyetemi docense, a Német-Magyar Ipari és Kereskedelmi Kamara, valamint a Joint Venture Szövetség (JVSZ) elnökségi tagja. 2022. március 25-től a Rudolf Kálmán Óbudai Egyetemért Alapítvány kuratóriumának tagja, 2023-ban pedig csatlakozott a Tudás-Tér Alapítvány kuratóriumához.
A tudományos pályája során megszerzett tudás és tapasztalat a mai napig meghatározó élményt és inspirációt jelent számára, ma vállalatvezetőként stratégiai célja, hogy az akadémiai világot és az ipari szereplők közötti együttműködéseket elősegítse, erősítve ezzel Magyarország innovatív erejét. 2022-ben az innovációért, az elektromobilitás fejlesztéséért végzett kimagasló munkáját a Menedzserszövetség és a Volkswagen közös Kék Innovációs Különdíjával, 2023-ban az innovációs ökoszisztéma építésében nyújtott kiemelkedő tevékenységéért Gábor Dénes-díjjal, 2024-ben pedig szülővárosa népszerűsítéséért Mátészalka Város Díszpolgára címmel ismerték el. Cégvezetőként komoly hangsúlyt fektet a felsőoktatási intézményekkel való együttműködésre, a magas színvonalú hazai mérnökképzés támogatására, és kiemelt partnerként tekint a hazai egyetemekre a közös kutatás-fejlesztés területén is. 2024. január 1. óta a Széchenyi István Egyetem kutatóprofesszora.

## Díjak, elismerések
2022-ben az innovációért, az elektromobilitás fejlesztéséért végzett kimagasló munkáját a Menedzserszövetség és a Volkswagen közös „Év menedzsere 2021 Kék Innovációs Különdíjával” ismerte el.
2023-ban az innovációs ökoszisztéma építésében végzett munkájáért, az autóipar, a mobilitás és az elektronika területén megvalósuló innovatív ipari fejlesztési programok sikeres koordinálásáért, valamint a hazai mérnökképzés és tehetségtámogatási modernizációért tett személyes erőfeszítéseiért, az egyetemi és ipari együttműködések előremozdításáért Gábor Dénes-díjat kapott.
2024-ben szülővárosa népszerűsítéséért Mátészalka Város Díszpolgárává avatták.

## Tudományos publikációk
- "Irányítástechnika gyakorlatok", J Bokor, P Gáspár, S Aradi, P Bauer, AA Csikós, I Gőzse, T Luspay, I Szászi, …, Typotex K., 2012
- "Az elméletileg elérhető legjobb irányítás algoritmusainak kutatása = Investigation of the theoretically reachable best control algorithms", L Keviczky, C Bányász, T Bartha, J Bokor, A Edelmayer, P Gáspár, I Szaszi, ..., OTKA Kutatási Jelentések| OTKA Research Reports, 2008
- "Lineáris paraméter változós rendszerek modellezése és átkonfigurálható irányítása = Modeling and reconfigurable control of LPV systems", J Bokor, P Gáspár, B Kulcsár, T Péni, K Kurutz, T Péter, G Rödönyi, ..., OTKA Kutatási Jelentések| OTKA Research Reports, 2007
- "Rollover stability control in steer-by-wire vehicles based on an LPV method", P Gáspár, I Szaszi, J Bokor, International journal of heavy vehicle systems 13 (1-2), 125-143, 2006
- "Two strategies for reducing the rollover risk of heavy vehicles", P Gáspár, I Szászi, J Bokor, Periodica Polytechnica Transportation Engineering 33 (1-2), 139-147, 2005
- "Reconfigurable control structure to prevent the rollover of heavy vehicles", P Gáspár, I Szaszi, J Bokor, Control Engineering Practice 13 (6), 699-711, 2005
- "Linear parameter-varying detection filter design for a boeing 747-100/200 aircraft", I Szászi, A Marcos, GJ Balas, J Bokor, Journal of guidance, control, and dynamics 28 (3), 461-470, 2005
- "Linear Parameter-Varying Detection Filter Design fora Boeing 747-100/200 Aircraft", I Szászi, A Marcos, GJ Balas, J Bokor, American Institute of Aeronautics and Astronautics, 2005
- "Design of LPV Controllers for Active Vehicle Suspensions, P Gáspár, I Szászi, J Bokor", Periodica Polytechnica Transportation Engineering 32 (1-2), 113-122, 2004
- "Improving rollover stability with active suspensions by using an LPV method", P Gáspár, I Szaszi, J Bokor, IFAC Proceedings Volumes 37 (8), 781-786, 2004
- "Rollover stability control for heavy vehicles by using LPV model", P Gáspár, I Szaszi, J Bokor, IFAC Proceedings Volumes 37 (22), 673-678, 2004
- "Active suspension design using LPV control", P Gáspár, I Szaszi, J Bokor, IFAC Proceedings Volumes 37 (22), 565-570, 2004
- "Control strategies for the prevention of rollovers of heavy vehicles", P Gaspar, I Szaszi, J Bokor, VSDIA 2004., 427-434, 2004
- "The design of a combined control structure to prevent the rollover of heavy vehicles", P Gaspar, I Szaszi, J Bokor, European journal of control 10 (2), 148-162, 2004
- "Design of Fault Detection and Isolation Filters" , I Szászi, I Szászi, 2003
- "Design of robust controllers for active vehicle suspension using the mixed µ synthesis", P Gáspár, I Szaszi, J Bokor, Vehicle system dynamics 40 (4), 193-228, 2003
- "Robust servo control design for mechanical systems using mixed uncertainty modelling", P Gáspár, I Szaszi, J Bokor, 2003 European Control Conference (ECC), 342-347, 2003
- "Brake control to prevent the rollover of heavy vehicles based on a linear parameter varying model", P Gáspár, I Szaszi, J Bokor, 2003 European Control Conference (ECC), 3100-3105, 2003
- "H∞ disturbance rejection on residual output", B Kulcsár, I Szászi, J Bokor, IFAC Proceedings Volumes 36 (5), 489-494, 2003
- "Fault-tolerant control structure to prevent the rollover of heavy vehicles", P Gaspar, I Szaszi, J Bokor, IFAC Proceedings Volumes 36 (5), 441-446, 2003
- "The Application of Linear Parameter Narying Control to Active Suspension Design", P Gaspar, I Szaszi, J Bokor, IFAC Proceedings Volumes 36 (11), 437-442, 2003
- "The design of the FDI filter for the yaw-roll control of heavy vehicles", P Gaspar, I Szaszi, J Bokor, IFAC Proceedings Volumes 36 (5), 435-440, 2003
- "Rollover avoidance for steer-by-wire vehicles by using linear parameter varying methods", P Gaspar, I Szaszi, J Bokor, Mediterranean Conference on Control and Automation, 2003
- "Active suspension design using linear parameter varying control", P Gáspár, I Szaszi, J Bokor, International Journal of Vehicle Autonomous Systems 1 (2), 206-221, 2003
- "Design of fault detection and isolation filters for reconfigurable control systems", I Szászi, Budapesti Műszaki és Gazdaságtudományi Egyetem, 2003
- "Nonlinear active suspension modelling using linear parameter varying approach", I Szaszi, P Gáspár, J Bokor, Proceedings of the 10th mediterranean conference on control and automation, 1-10, 2002
- "Application of fdi to a nonlinear boeing-747 aircraft", I Szaszi, S Ganguli, A Marcos, GJ Balas, J Bokor, Proc. Mediterranean Conference on Control and Automation, Lisbon, Portugal, 2002
- "Design of FDI filter for an aircraft control system", I Szaszi, B Kulcsár, GJ Balas, J Bokor, Proceedings of the 2002 American Control Conference (IEEE Cat. No. CH37301 …, 2002
- "Robust extension of fundamental problem of residual generation", B Kulcsár, I Szászi, J Bokor, Proc. of the 8th Mini Conference on Vehicle System Dynamics, Identification …, 2002
- "Robust control design for mechanical systems using the mixed μ synthesis", P Gáspár, I Szászi, J Bokor, Periodica Polytechnica Transportation Engineering 30 (1-2), 37-52, 2002
- "Mixed µ synthesis for mechanical systems", P Gáspár, I Szászi, J Bokor, Proc. of the 8th Mini Conference on Vehicle System Dynamics, Identification …, 2002
- "Design of robust controllers for active vehicle suspensions", P Gáspár, I Szaszi, J Bokor, IFAC Proceedings Volumes 35 (1), 415-420, 2002
- "Reconfigurable control design for boeing 747-100/200", I Szászi, S Ganguli, G Balas, J Bokor, Proc. of the 8th Mini Conference on Vehicle System Dynamics, Identification …, 2002
- "LPV detection filter design for Boeing 747-100/200", I Szászi, A Marcos, GJ Balas, J Bokor, AIAA Guidance, Navigation, and Control Conference and Exhibit, 4957, 2002
- "Active suspension design based on mixed uncertainty modelling", P Gáspár, I Szászi, GJ Balas, J Bokor, 2001 European Control Conference (ECC), 3624-3629, 2001
- "Robust control and fault detection filter design for aircraft pitch axis", I Szászi, B Kulcsár, Periodica Polytechnica Transportation Engineering 29 (1-2), 83-100, 2001
- "Robust servo control design using identified models", P Gáspár, I Szászi, IFAC Proceedings Volumes 33 (14), 279-284, 2000
- "Robust H∞/µ control design for an inverted pendulum", P Gáspár, I Szászí, IFAC Proceedings Volumes 33 (13), 403-408, 2000
- "Visual lane and obstruction detection system for commercial vehicles", P Gáspár, I Szászi, T Bartha, I Varga, J Bokor, L Palkovics, L Gianone, IFAC Proceedings Volumes 33 (11), 885-890, 2000
- "Mixed H2/H∞ control design for active suspension structures", I Szászi, J Bokor, P Gáspár, Periodica Polytechnica Transportation Engineering 28 (1-2), 3-16, 2000
- "Integrated control design and fault diagnostic: a case study", I Szászi, P Gáspár, J Bokor, University of Veszprém, 2000
- "Visual detection of lane geometry and obstacles to enhance vehicle’s safety", P Gáspár, J Bokor, L Palkovics, I Szászi, Proc. of the 7th Mini Conference on Vehicle System Dynamics, Identification …, 2000
- "Robust Servo Control Design Using the H∞μ Method", I Szászi, P Gáspár, Periodica Polytechnica Transportation Engineering 27 (1-2), 3-16, 1999
- "Application of FDI to a nonlinear boing-747 aircraft", S Ganguli, A Marcos, I Szászi, GJ Balas, J Bokor

## További cikkek, interjúk
- https://index.hu/gazdasag/2024/02/23/bosch-szaszi-istvan-mesterseges-intelligencia-munkahely/
- https://www.youtube.com/watch?v=x94GYZ6rmEw
- https://rtl.hu/reggeli/2024/10/01/richter-gedeon-bosch-palyazat-z-generacio
- https://tv2play.hu/mokka/a_jovo_kihivasaira_keresi_a_megoldast_a_bosch_es_a_richter_gedeon
- https://www.youtube.com/watch?v=nefQbV1Pzf8
- https://www.vg.hu/vilaggazdasag-magyar-gazdasag/2024/11/bosch-szaszi-istvan-elektromos-autok?utm_source=factiva_f%3Fxml_output_generate_by_type%3Dfactiva_f&utm_medium=referral&utm_campaign=hiraggregator
- https://www.youtube.com/watch?v=wetC9NVBvV8
- https://tv2play.hu/tenyek/a_folyamatos_fejlesztes_ujitas_a_cel
- https://fintech.hu/az-onvezeto-autok-es-a-fintech-osszefonodasa/
- https://www.youtube.com/watch?v=Ep9Ib0JQrfc&t=684s
- https://www.youtube.com/watch?v=rENqb8lChj8
- https://www.vg.hu/cegvilag/2023/12/mateszalkarol-is-lehet-valakibol-egy-vilagceg-regionalis-igazgatoja
- https://autopro.hu/beszallitok/nivos-dijjal-ismertek-el-a-bosch-magyarorszagi-vezetojet/1027490
- https://gyartastrend.hu/cikk/gabor-denes-dijjal-ismertek-el-a-magyarorszagi-bosch-csoport-vezetojet
- https://www.economx.hu/gazdasag/szaszi-istvan-bosch-interju-autoipar-gabor-denes-dij.782025.html
- https://www.blikk.hu/ferfiaknak/tech/gabor-denes-dijas-szaszi-istvan-bosch/1ebtq3z
- https://hirado.hu/belfold/video/2023/12/15/atadtak-az-idei-gabor-denes-dijakat